# De Kuip
De Kuip (deutsch Die Wanne), offiziell Stadion Feijenoord (deutsch auch Feyenoord-Stadion), ist ein Fußballstadion in der niederländischen Stadt Rotterdam. Nach der Johan-Cruyff-Arena in Amsterdam mit 55.500 Plätzen ist es mit 51.117 Plätzen das zweitgrößte Stadion der Niederlande. Vom europäischen Fußballverband UEFA wurde das 1937 eröffnete Stadion in die Stadionkategorie 4 eingestuft. Der Ehrendivisionär Feyenoord Rotterdam trägt dort seine Heimspiele aus. Die Spielstätte wurde von 1935 bis 1937, nach den Plänen vom Rotterdamer Architekturbüro Brinkman en Van der Vlugt, erbaut und 1994 mit einem Halbdach ausgestattet. Zur Fußball-Europameisterschaft 2000 in Belgien und den Niederlanden wurde es auf 52.000 überdachte Sitzplätze erweitert und modernisiert.

## Besatzungszeit
Während der deutschen Besetzung der Niederlande im Zweiten Weltkrieg wurden im Stadion nach einer Razzia am 10. und 11. November 1944 mehrere Zehntausend niederländische Männer festgehalten, bevor sie zur Zwangsarbeit in den Osten der Niederlande und nach Deutschland transportiert wurden.

## Sporthistorische Bedeutung
Das Stadion hält den Rekord für die Anzahl der hier ausgetragenen Europapokal-Endspiele, insgesamt neun Endspiele wurden hier absolviert bis zur Einführung der UEFA Champions League. Hier fand unter anderem auch das EM-Finale 2000 zwischen Frankreich und Italien statt, bei dem sich die „Equipe Tricolore“ nach dem Weltmeistertitel von 1998 im eigenen Land durch den Sieg an dieser Stelle das Double sicherte.

## Technische Merkmale
Ein besonderes Markenzeichen des Stadions ist das zum Spielfeld stark abfallende Dach, das zudem sehr schmal ist, aber trotzdem fast die kompletten Zuschauerränge mit Ober- und Unterrang sowie die Logen überdeckt. Vor der Haupttribüne wurden nach britischem Vorbild alle Zäune entfernt, trotz der Gefahr der besonders militanten niederländischen Hooligans. Ausschreitungen konnten jedoch bei den Spielen zumindest in den Stadien verhindert werden. Der Eingang für Gästefans ist komplett von dem der Rotterdamer Fans abgeschirmt. Zusätzlich wurde ein Tunnel errichtet, durch den die gegnerischen Anhänger ins Stadion gelangen. Hierdurch soll vor allem ein Aufeinandertreffen beider Parteien verhindert werden. Das Stadion in Rotterdam ist mit einer modernen Flutlichtanlage und einer LED-Anzeige ausgestattet.

## Zukunft
Feyenoord Rotterdam plante über Jahre den Neubau eines Stadions. Die Fußballarena sollte an der Nieuwe Maas, unweit des alten Stadions, entstehen und Teil eines Revitalisierungsprojekts des Stadtgebiets werden. Die Arbeiten für die 400 bis 500 Mio. Euro teure Arena mit 63.000 Plätzen, die auf einer Plattform teilweise über dem Wasser gebaut werden sollten, sollten 2018 starten und bis zur Saison 2022/23 abgeschlossen werden. De Kuip sollte für die weitere Nutzung umgebaut werden. Der Oberrang und das Dach wären entfernt worden. Dort sollten Wohnungen mit einem Panoramablick entstehen und eine Leichtathletikanlage sollte wieder im Stadionrund installiert werden. De Kuip wird weiter als Vereinsmuseum sowie als Brauerei dienen. Der Entwurf stammte vom Office for Metropolitan Architecture (O.M.A.) aus Rotterdam.
Am 21. April 2022 gab Feyenoord Rotterdam bekannt, dass man die Pläne für einen Stadionneubau wegen gestiegener Kosten fallengelassen hat. Derzeit wird es in der aktuellen Wirtschaftslage auch keine Renovierung des Kuip geben. Der Club arbeitete über ein Jahrzehnt an den Plänen.

## Galerie

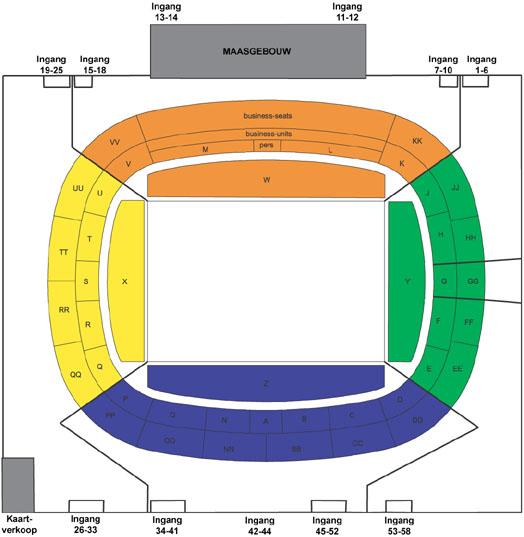
Stadionplan (2005)
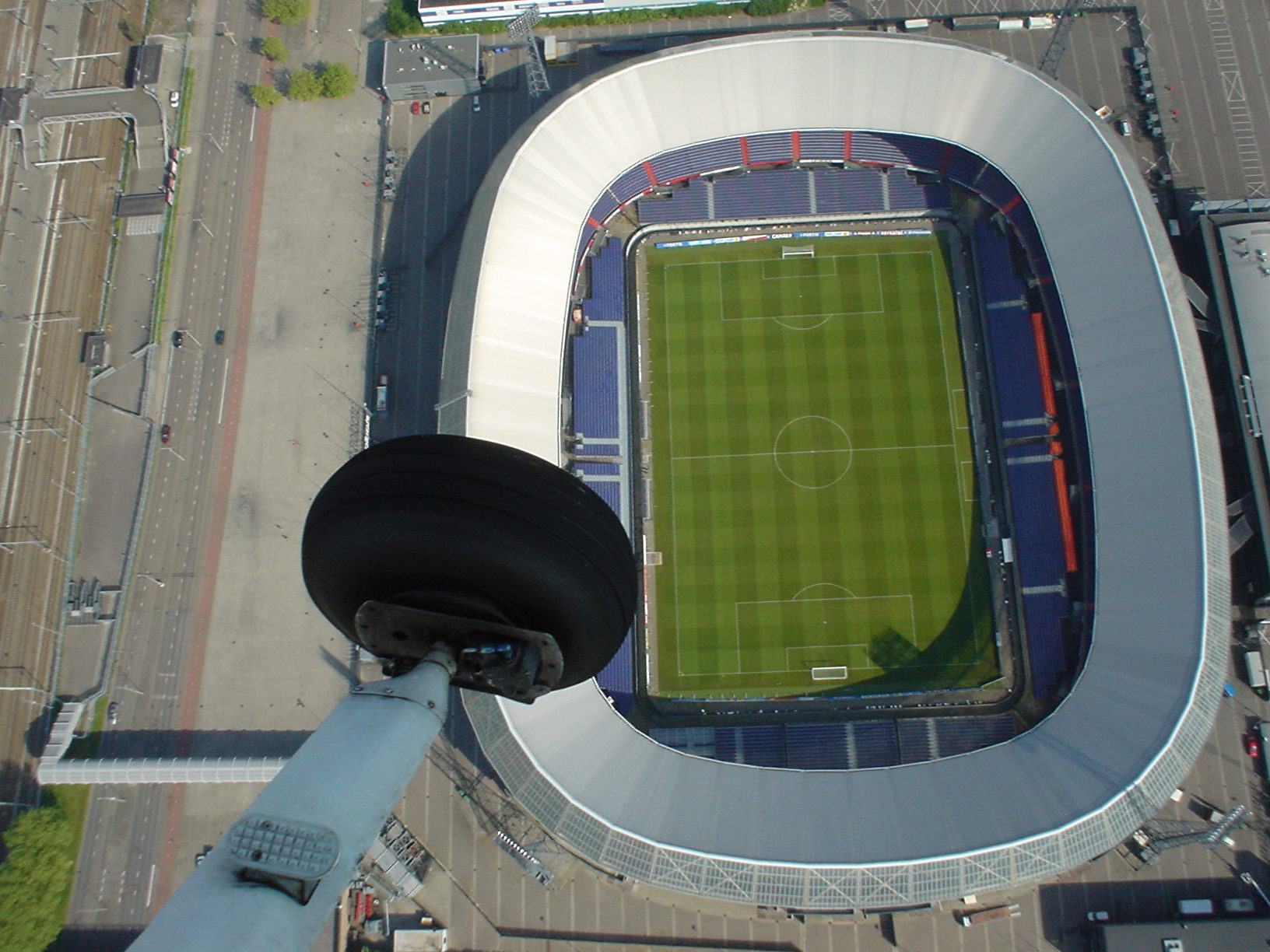
Luftbild von De Kuip (2005)
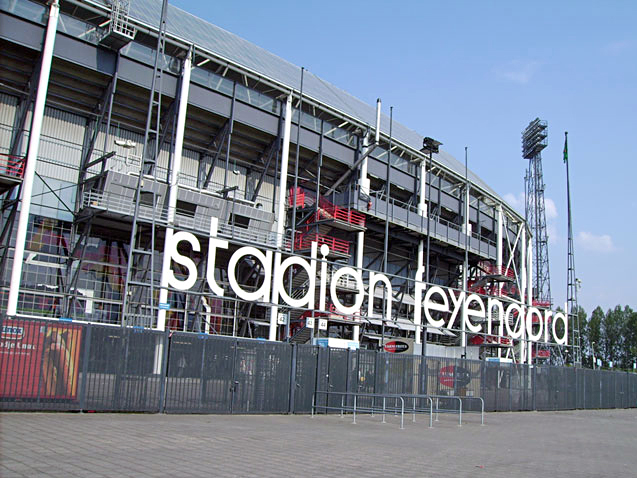
Vorderseite des Stadions
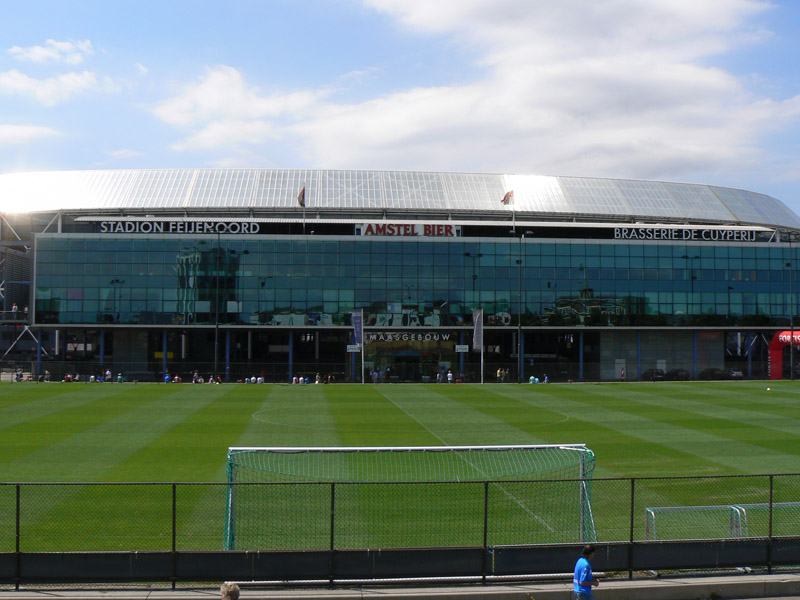
Blick vom Trainingsfeld auf das Stadion (2006)
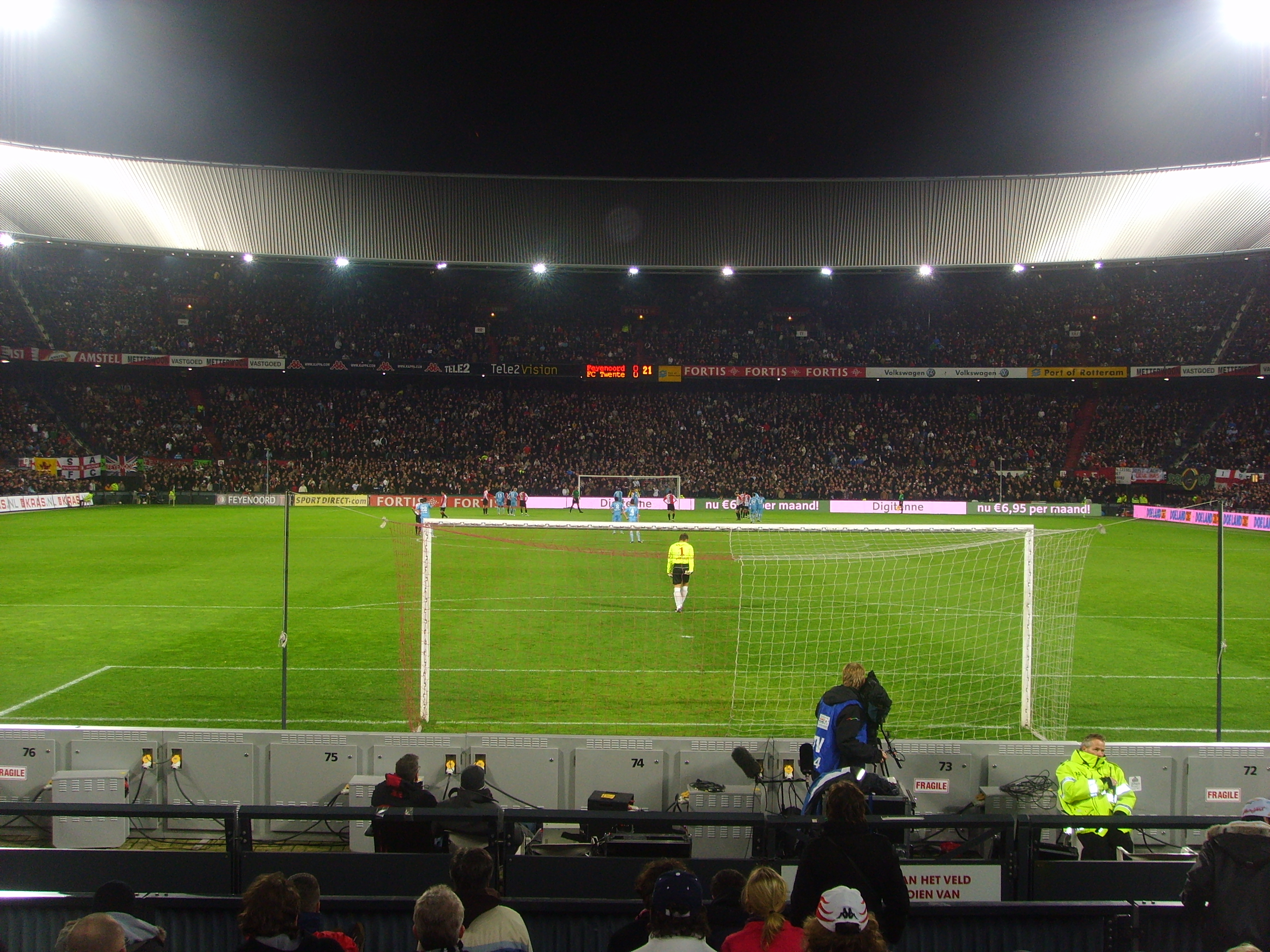
Blick in das Stadion (2008)
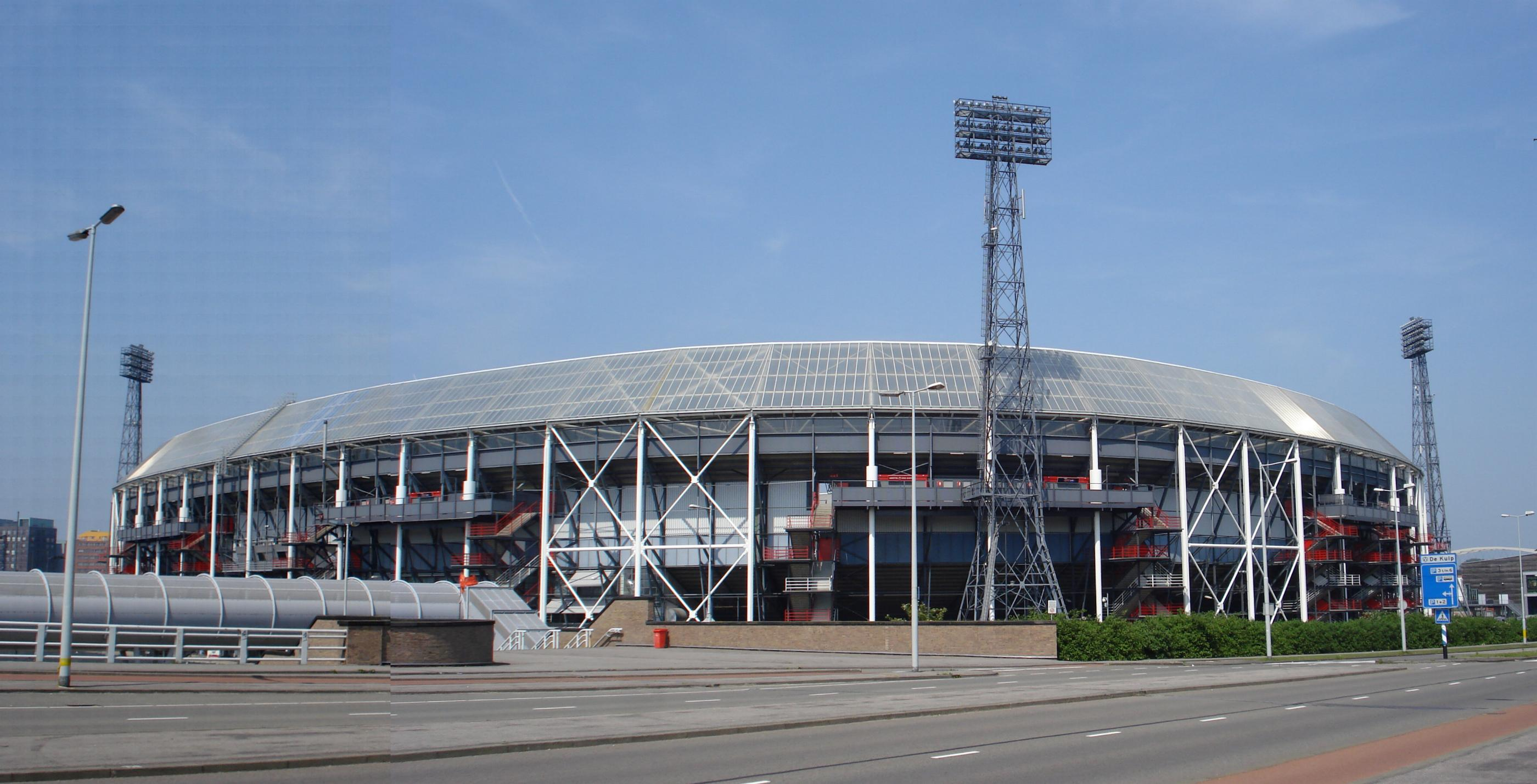
Außenansicht des Stadions (2008)
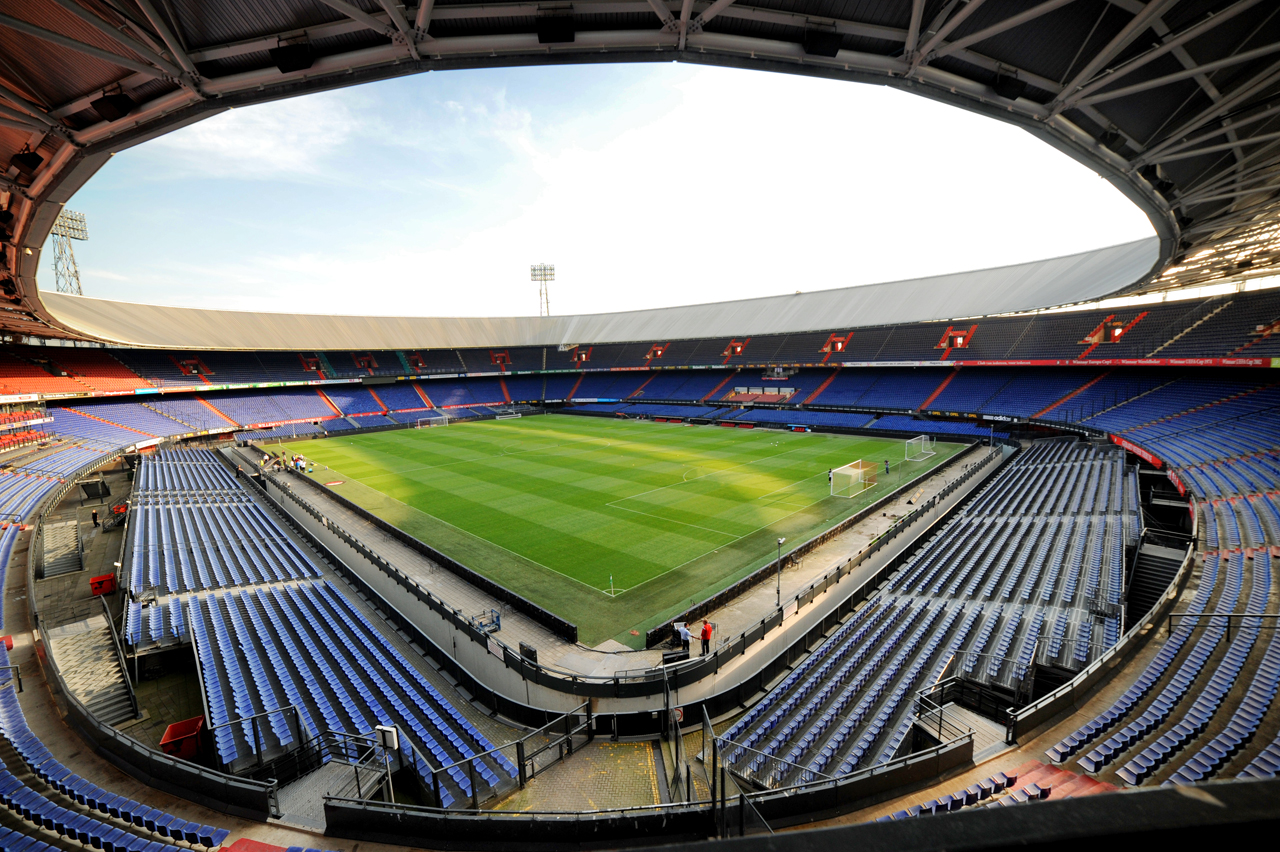
Der Innenraum von „De Kuip“ im August 2014
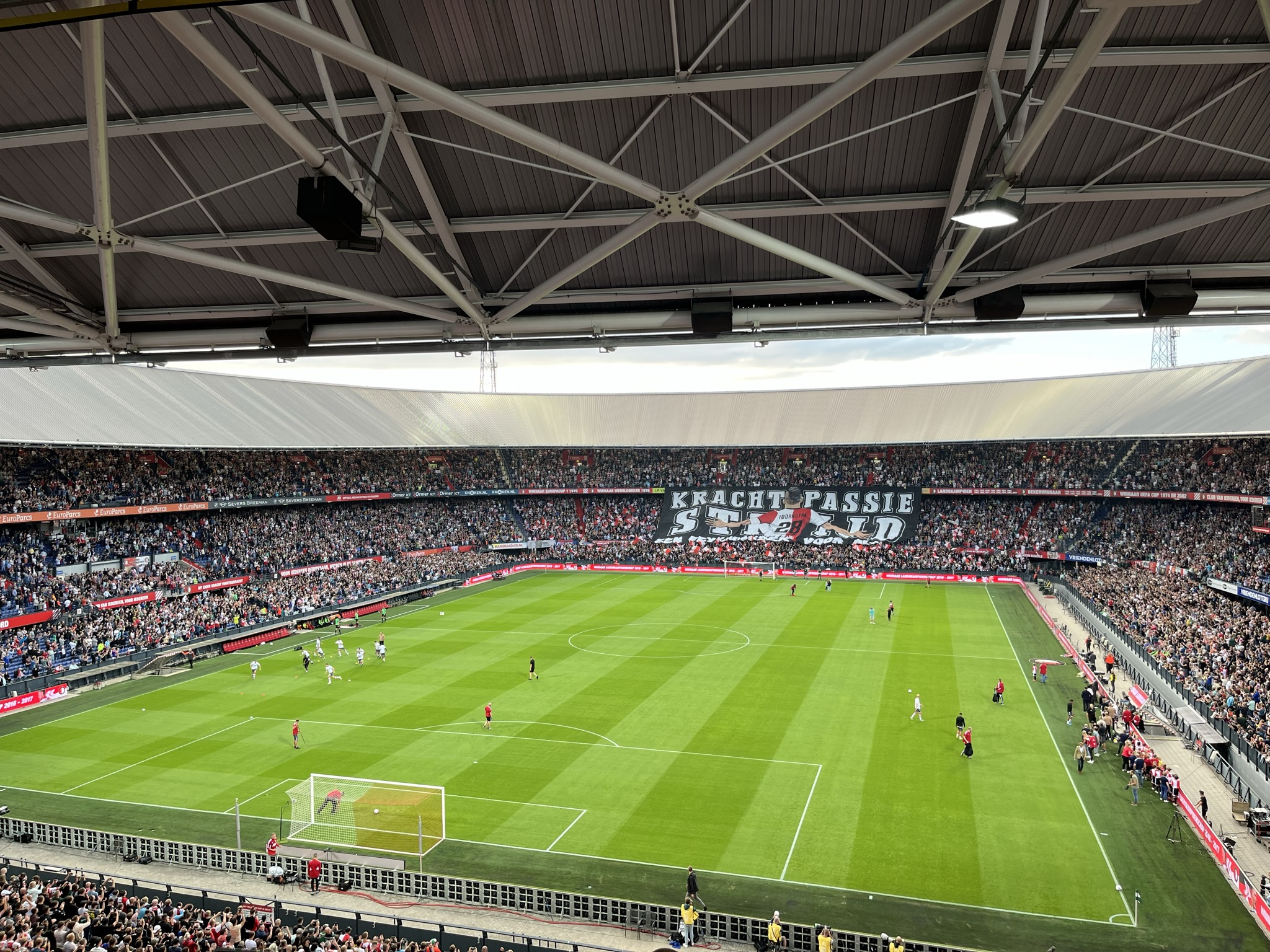
Das Stadion vor einem Ligaspiel gegen den FC Emmen (2022)